# Desi
«  Deshi (sous-continent indien) » redirige ici. Pour les autres significations, voir Deshi (homonymie).
Pour les articles homonymes, voir Desi (homonymie).
Desi (parfois orthographié deshi), est un terme générique qui désigne les peuples, cultures et produits du sous-continent indien et leur diaspora. Le terme permet de se désigner en évitant de préciser un pays spécifique entre le Pakistan, le Bangladesh et l'Inde (le plus souvent l'Inde du Nord) en faisant appel à une identité commune plus large. Il est parfois appliqué de façon plus large, ajoutant les personnes originaires du Bhoutan, des Maldives, du Népal et du Sri Lanka.

## Personnes incluses dans l'identité desi
Les personnes desi viennent d'Asie du Sud. Le Pakistan, le Bangladesh et l'Inde en font toujours partie. Le terme est parfois appliqué à l'intégralité de l'Asie du Sud et donc aux personnes originaires du Bhoutan, des Maldives, du Népal, et du Sri Lanka,. Il inclut enfin parfois l'Afghanistan,.
Le terme ne sert souvent qu'à identifier les personnes des diasporas, plutôt que les personnes vivant sur place. Sur le sous-continent asiatique, le terme desi peut faire référence à des personnes de milieu rural qui ne sont pas exposées à la mondialisation culturelle,.

## Historique
Le terme desi vient du mot sanscrit Desh, qui signifie patrie. Il est utilisé pour qualifier quelque chose qui vient du territoire national et son usage a évolué avec le temps pour qualifier tout ce qui est du terroir, y compris les peuples, les cultures et les produits de certaines régions. On parle donc de personnes desi, mais aussi de nourriture desi et de mode desi.
Le terme desi est utilisé pour recréer une fierté sud-asiatique face à la discrimination et au racisme anti-asiatique subi par la diaspora. Il permet de s'affranchir des nationalités, classes sociales et religions, ainsi que des castes. Il devient ensuite une identité utilisée pour le marketing, notamment de biens culturels,, comme dans le cas de MTV Desi, une chaîne de télévision de MTV lancée en juillet 2005 pour les jeunes Américains d'origine sud-asiatique. Cette chaîne mélange des artistes américains et britanniques à la mode et des musiques de Bollywood et d'indi-pop.

## Culture desi
D'après l'homme politique Frank Anthony (en), le sous-continent indien a un semblant d'unité culturelle et ethnique sous la colonisation britannique. Dans les diasporas, une culture mélange des éléments locaux et des éléments d'Asie du Sud.

### Musique
La musique urban desi est un mélange de musique sud-asiatique traditionnelle et de musique urbaine occidentale.

### Gastronomie
Au Royaume-Uni, un pub desi (en) est un pub géré par une personne indienne ou qui sert de la nourriture du Pendjab. Le concept se développe dans les années 1960 et 1970, alors que les pubs britanniques appliquent la ségrégation raciale. Les pubs desi sont particulièrement répandus dans le Black Country et dans les Midlands de l'Ouest. Ils servent souvent de lieu de rencontre et de soutien communautaire en parallèle de leur activité hôtelière,.

## Critiques
Le terme est parfois critiqué dans la diaspora parce qu'il peut effacer la diversité des identités culturelles sud-asiatiques.
En effet, il est souvent associé aux personnes originaires d'Inde du Nord,, accusées d'avoir une hégémonie culturelle sur le sous-continent. D'autres termes, dont brown (brun, en référence à la couleur de peau) et sud-asiatique, sont parfois utiilisés, mais souffrent d'autres défauts.